# Serie GeForce 10
La serie GeForce 10 es una serie de unidades de procesamiento de gráficos desarrolladas por Nvidia, inicialmente basadas en la microarquitectura Pascal anunciada en marzo de 2014. Esta serie de diseño sucedió a la serie GeForce 900, y es sucedida por la serie GeForce 16 y la serie GeForce 20 que utilizan la microarquitectura de Turing. 

## Arquitectura
La microarquitectura Pascal, llamada así por Blaise Pascal, fue anunciada en marzo de 2014 como sucesora de la microarquitectura Maxwell. Las primeras tarjetas gráficas de la serie, GeForce GTX 1080 y 1070, se anunciaron el 6 de mayo de 2016 y se lanzaron varias semanas después, el 27 de mayo y el 10 de junio, respectivamente. La arquitectura incorpora tecnologías ya sea 16 nm FinFET (TSMC) o 14 nm FinFET (Samsung). Inicialmente, los chips solo se producían en el proceso de 16 nm de TSMC, pero los chips posteriores se fabricaron con el nuevo proceso de Samsung de 14 nm (GP107, GP108).
Nuevas funciones en GP10x:
- Capacidad informática CUDA 6.0 (solo GP100), 6.1 (GP102, GP104, GP106, GP107, GP108)
- DisplayPort 1.4 (sin DSC)
- HDMI 2.0b
- Compresión de color Delta de cuarta generación
- PureVideo Feature Set H decodificación de video por hardware HEVC Main10 (10 bits), Main12 (12 bits) y decodificación por hardware VP9 (GM200 y GM204 no admitían la decodificación por hardware HEVC Main10/Main12 y VP9)[3]
- Compatibilidad con HDCP 2.2 para reproducción y transmisión de contenido protegido por DRM 4K (Maxwell GM200 y GM204 carecen de compatibilidad con HDCP 2.2, GM206 admite HDCP 2.2)[4]
- Codificación de hardware NVENC HEVC Main10 de 10 bits (excepto GP108 que no es compatible con NVENC[5])
- Impulso de GPU 3.0
- Multiproyección simultánea
- Tecnología de puente HB SLI
- Nuevo controlador de memoria compatible con GDDR5X y GDDR5 (GP102, GP104, GP106)[6]
- Sistema de programación de equilibrio de carga dinámico. Esto permite que el programador ajuste dinámicamente la cantidad de GPU asignada a varias tareas, lo que garantiza que la GPU permanezca saturada de trabajo, excepto cuando no haya más trabajo que pueda distribuirse de forma segura. Por lo tanto, Nvidia ha habilitado de forma segura la computación asíncrona en el controlador de Pascal.[7]
- Preferencia a nivel de instrucción. En las tareas de gráficos, el controlador restringe esto a la prioridad a nivel de píxel porque las tareas de píxeles generalmente finalizan rápidamente y los costos generales de realizar la prioridad a nivel de píxel son mucho más bajos que realizar la prioridad a nivel de instrucción. Las tareas informáticas obtienen preferencia a nivel de subproceso o de nivel de instrucción. La preferencia a nivel de instrucción es útil porque las tareas informáticas pueden tardar mucho tiempo en finalizar y no hay garantías sobre cuándo finaliza una tarea informática, por lo que el controlador habilita la muy costosa preferencia a nivel de instrucción para estas tareas.[8]
- Triple buffering implementado en el nivel del controlador. Nvidia llama a esto "Fast Sync". Esto hace que la GPU mantenga tres búferes de fotogramas por monitor. Esto da como resultado que la GPU renderice fotogramas continuamente, y el fotograma renderizado completamente más reciente se envía a un monitor cada vez que lo necesita. Esto elimina el retraso inicial que causa el doble almacenamiento en búfer con vsync y no permite el desgarro. Los costos son que se consume más memoria para los búferes y que la GPU consumirá energía dibujando cuadros que podrían desperdiciarse porque es posible que se dibujen dos o más cuadros entre el momento en que se envía un cuadro a un monitor y el tiempo que el mismo monitor necesita para ser enviado otro marco. En este caso, se selecciona el último fotograma, lo que provoca que los fotogramas dibujados después del fotograma mostrado anteriormente pero antes del fotograma elegido se desperdicien por completo.[9] Esta función se ha adaptado a las GPU basadas en Maxwell en la versión del controlador 372.70.[10]

Nvidia ha anunciado que la GPU Pascal GP100 contará con cuatro pilas de memoria de alto ancho de banda, lo que permitirá un total de 16 GB HBM2 en los modelos de gama más alta, tecnología de 16 nm, Memoria unificada y NVLink.
A partir de la versión 2004 de Windows 10, se agregó soporte para usar un programador de gráficos de hardware para reducir la latencia y mejorar el rendimiento, lo que requiere un nivel de controlador de WDDM 2.7.

## Productos

### Founders Edition
Al anunciar los productos de la serie GeForce 10, Nvidia ha presentado las versiones de tarjetas gráficas Founders Edition de las GTX 1060, 1070, 1070 Ti, 1080 y 1080 Ti. Estas son las que antes se conocían como tarjetas de referencia, es decir, que fueron diseñadas y construidas por Nvidia y no por sus socios de la junta autorizados. Estas tarjetas han comenzado a utilizarse como referencia para medir el rendimiento de las tarjetas de socios. Las tarjetas Founders Edition tienen un cuerpo de aluminio fundido a presión con un acabado mecanizado con un solo ventilador radial y una cámara de enfriamiento de vapor (solo 1070 Ti, 1080, 1080 Ti), una fuente de alimentación mejorada y una nueva placa posterior de bajo perfil (1070, 1070 Ti, 1080, 1080 Ti solamente) Nvidia también lanzó un suministro limitado de tarjetas Founders Edition para la GTX 1060 que solo estaban disponibles directamente desde el sitio web de Nvidia. Los precios de las tarjetas Founders Edition (con la excepción de GTX 1070 Ti y 1080 Ti) son mayores que el MSRP de las tarjetas de socios; sin embargo, las tarjetas de algunos socios, que incorporan un diseño complejo, con refrigeración líquida o híbrida, pueden costar más que Founders Edition.

### Reintroducción de tarjetas antiguas
Debido a problemas de producción relacionados con las tarjetas de la serie RTX 30 y una escasez general de tarjetas gráficas debido a problemas de producción causados por la pandemia de COVID-19, que provocó una escasez mundial de chips semiconductores y un aumento general de la demanda de tarjetas gráficas debido a un aumento en la minería de criptomonedas, la GTX 1050 Ti, junto con la RTX 2060 y su contraparte Super, volvió a entrar en producción en 2021.
La reintroducción de la GTX 1050 Ti en 2021 provocó una controversia menor con respecto a los precios; en Polonia, durante el período de lanzamiento de 1050 Ti, la tarjeta costaba alrededor de 600-850 złoty polacos, en comparación con el precio de 2021 de 1000 złoty polacos.
Además, Nvidia lanzó discretamente la GeForce GT 1010 en enero de 2021.

### Serie GeForce 10 (10xx) para computadoras de escritorio
- Los estándares de visualización admitidos son: DP 1.3/1.4, HDMI 2.0b, DVI de enlace dual[21]
- Las API admitidas son: Direct3D 12 (nivel de función 12_1), OpenGL 4.6, OpenCL 3.0 y Vulkan 1.2

| Modelo                    | Lanzamiento                                        | Nombre en clave           | Fab (nm) | Transistores (mil millones) | Tamaño del chip (mm2) | Interfaz del Bus | Config. del núcleo2 | Cantidad de SM3 | Caché L2 (KB) | Velocidades de reloj4       | Velocidades de reloj4        | Velocidades de reloj4 | Tasa de relleno5 6 | Tasa de relleno5 6 | Memoria4    | Memoria4              | Memoria4 | Memoria4            | Poder de procesamiento (GFLOPS)7 | Poder de procesamiento (GFLOPS)7 | Poder de procesamiento (GFLOPS)7 | TDP (vatios) | Soporte de SLI HB8             | Lanzamiento MSRP (USD) | Lanzamiento MSRP (USD) |
| Modelo                    | Lanzamiento                                        | Nombre en clave           | Fab (nm) | Transistores (mil millones) | Tamaño del chip (mm2) | Interfaz del Bus | Config. del núcleo2 | Cantidad de SM3 | Caché L2 (KB) | Reloj base del núcleo (MHz) | Reloj turbo del núcleo (MHz) | Memoria (MT/s)        | Píxel (GP/s)       | Textura (GT/s)     | Tamaño (GB) | Ancho de banda (GB/s) | Tipo     | Ancho del bus (bit) | Simple (turbo)                   | Doble (turbo)                    | Media (turbo)                    | TDP (vatios) | Soporte de SLI HB8             | Estándar               | Founders Edition       |
| ------------------------- | -------------------------------------------------- | ------------------------- | -------- | --------------------------- | --------------------- | ---------------- | ------------------- | --------------- | ------------- | --------------------------- | ---------------------------- | --------------------- | ------------------ | ------------------ | ----------- | --------------------- | -------- | ------------------- | -------------------------------- | -------------------------------- | -------------------------------- | ------------ | ------------------------------ | ---------------------- | ---------------------- |
| GeForce GT 1010 (DDR4)9   | 7 de junio de 2022                                 | GP108-200-A1              | 14       | 1.8                         | 74                    | PCIe 3.0 ×4      | 256:16:16           | 2               | 256           | 1151                        | 1379                         | 2100                  | 18.42              | 18.42              | 2           | 16.8                  | DDR4     | 64                  | 589.3 (706.1)                    | 24.56 (29.42)                    | N/A                              | 20           | No                             | ?                      | N/A                    |
| GeForce GT 10109          | 13 de enero de 2021                                | GP108-200-A1              | 14       | 1.8                         | 74                    | PCIe 3.0 ×4      | 256:16:16           | 2               | 256           | 1228                        | 1468                         | 5000                  | 23.49              | 23.49              | 2           | 40.1                  | GDDR5    | 64                  | 629 (752)                        | 26.2 (31.3)                      | N/A                              | 30           | No                             | $70                    | N/A                    |
| GeForce GT 1030 (DDR4)9   | 12 de marzo de 2018                                | GP108-310-A1              | 14       | 1.8                         | 74                    | PCIe 3.0 ×4      | 384:24:16           | 3               | 512           | 1151                        | 1379                         | 2100                  | 18.41              | 27.6               | 2           | 16.8                  | DDR4     | 64                  | 883 (1059)                       | 27 (33)                          | 13 (16)                          | 20           | No                             | $80                    | N/A                    |
| GeForce GT 10309          | 17 de mayo de 2017                                 | GP108-300-A1              | 14       | 1.8                         | 74                    | PCIe 3.0 ×4      | 384:24:16           | 3               | 512           | 1227                        | 1468                         | 6000                  | 19.6               | 29.4               | 2           | 48                    | GDDR5    | 64                  | 942 (1127)                       | 29 (35)                          | 15 (18)                          | 30           | No                             | $80                    | N/A                    |
| GeForce GTX 1050 (2GB)    | 25 de octubre de 2016                              | GP107-300-A1              | 14       | 3.3                         | 132                   | PCIe 3.0 ×16     | 640:40:32           | 5               | 1024          | 1354                        | 1455                         | 7000                  | 43.3               | 54.2               | 2           | 112                   | GDDR5    | 128                 | 1733 (1862)                      | 54 (58)                          | 27 (29)                          | 75           | No                             | $109                   | N/A                    |
| GeForce GTX 1050 (3GB)    | 21 de mayo de 2018                                 | GP107-301-A1              | 14       | 3.3                         | 132                   | PCIe 3.0 ×16     | 768:48:24           | 6               | 768           | 1392                        | 1518                         | 7000                  | 33.4               | 66.8               | 3           | 84                    | GDDR5    | 96                  | 2138 (2332)                      | 66 (72)                          | 33 (36)                          | 75           | No                             | ?                      | N/A                    |
| GeForce GTX 1050 Ti       | 25 de octubre de 2016                              | GP107-400-A1              | 14       | 3.3                         | 132                   | PCIe 3.0 ×16     | 768:48:32           | 6               | 1024          | 1290                        | 1392                         | 7000                  | 41.3               | 61.9               | 4           | 112                   | GDDR5    | 128                 | 1981 (2138)                      | 62 (67)                          | 31 (33)                          | 75           | No                             | $139                   | N/A                    |
| GeForce GTX 1060 (3GB)    | 18 de agosto de 2016                               | GP106-300-A1              | 16       | 4.4                         | 200                   | PCIe 3.0 ×16     | 1152:72:48          | 9               | 1536          | 1506                        | 1708                         | 8000                  | 72.3               | 108.4              | 3           | 192                   | GDDR5    | 192                 | 3470 (3935)                      | 108 (123)                        | 54 (61)                          | 120          | No                             | $199                   | N/A                    |
| GeForce GTX 1060 (5GB)    | 26 de diciembre de 2017 (Solo disponible en China) | GP106-350-K3-A1           | 16       | 4.4                         | 200                   | PCIe 3.0 ×16     | 1280:80:40          | 10              | 1280          | 1506                        | 1708                         | 8000                  | 60.2               | 120.5              | 5           | 160                   | GDDR5    | 160                 | 3855 (4372)                      | 120 (137)                        | 60 (68)                          | 120          | No                             | OEM                    | N/A                    |
| GeForce GTX 1060          | 19 de julio de 2016                                | GP106-400-A1 GP106-410-A1 | 16       | 4.4                         | 200                   | PCIe 3.0 ×16     | 1280:80:48          | 10              | 1536          | 1506                        | 1708                         | 8000 9000             | 72.3               | 120.5              | 6           | 192 216               | GDDR5    | 192                 | 3855 (4372)                      | 120 (137)                        | 60 (68)                          | 120          | No                             | $249                   | $299                   |
| GeForce GTX 1060 (GDDR5X) | 18 de octubre de 2018                              | GP104-150-KA-A1           | 16       | 7.2                         | 314                   | PCIe 3.0 ×16     | 1280:80:48          | 10              | 1536          | 1506                        | 1708                         | 8000                  | 72.3               | 120.5              | 6           | 192                   | GDDR5X   | 192                 | 3855 (4372)                      | 120 (137)                        | 60 (68)                          | 120          | No                             | N/A                    | N/A                    |
| GeForce GTX 1070          | 10 de junio de 2016                                | GP104-200-A1              | 16       | 7.2                         | 314                   | PCIe 3.0 ×16     | 1920:120:64         | 15              | 2048          | 1506                        | 1683                         | 8000                  | 96.4 10            | 180.7              | 8           | 256                   | GDDR5    | 256                 | 5783 (6463)                      | 181 (202)                        | 90 (101)                         | 150          | 2 vías SLI HB o 2/3/4 vías SLI | $379                   | $449                   |
| GeForce GTX 1070 Ti       | 2 de noviembre de 2017                             | GP104-300-A1              | 16       | 7.2                         | 314                   | PCIe 3.0 ×16     | 2432:152:64         | 19              | 2048          | 1607                        | 1683                         | 8000                  | 102.8              | 244.3              | 8           | 256                   | GDDR5    | 256                 | 7816 (8186)                      | 244 (256)                        | 122 (128)                        | 180          | 2 vías SLI HB o 2/3/4 vías SLI | $449                   | $449                   |
| GeForce GTX 1080          | 27 de mayo de 2016                                 | GP104-400-A1 GP104-410-A1 | 16       | 7.2                         | 314                   | PCIe 3.0 ×16     | 2560:160:64         | 20              | 2048          | 1607                        | 1733                         | 10000 11000           | 102.8              | 257.1              | 8           | 320 352               | GDDR5X   | 256                 | 8228 (8873)                      | 257 (277)                        | 128 (139)                        | 180          | 2 vías SLI HB o 2/3/4 vías SLI | $599                   | $699                   |
| GeForce GTX 1080 Ti       | 10 de marzo de 2017                                | GP102-350-K1-A1           | 16       | 12                          | 471                   | PCIe 3.0 ×16     | 3584:224:88         | 28              | 2816          | 1480                        | 1582                         | 11000                 | 130.2              | 331.5              | 11          | 484                   | GDDR5X   | 352                 | 10609 (11340)                    | 332 (354)                        | 166 (177)                        | 250          | 2 vías SLI HB o 2/3/4 vías SLI | $699                   | $699                   |
| Nvidia Titan X            | 2 de agosto de 2016                                | GP102-400-A1              | 16       | 12                          | 471                   | PCIe 3.0 ×16     | 3584:224:96         | 28              | 3072          | 1417                        | 1531                         | 10000                 | 136                | 317.4              | 12          | 480                   | GDDR5X   | 384                 | 10157 (10974)                    | 317 (343)                        | 159 (171)                        | 250          | 2 vías SLI HB o 2/3/4 vías SLI | N/A                    | $1200                  |
| Nvidia Titan Xp           | 6 de abril de 2017                                 | GP102-450-A1              | 16       | 12                          | 471                   | PCIe 3.0 ×16     | 3840:240:96         | 30              | 3072          | 1405                        | 1582                         | 11410                 | 135                | 337.2              | 12          | 547.7                 | GDDR5X   | 384                 | 10790 (12150)                    | 337 (380)                        | 169 (190)                        | 250          | 2 vías SLI HB o 2/3/4 vías SLI | N/A                    | $1200                  |
| Modelo                    | Lanzamiento                                        | Nombre en clave           | Fab (nm) | Transistores (mil millones) | Tamaño del chip (mm2) | Interfaz del Bus | Config. del núcleo  | Cantidad de SM  | Caché L2 (KB) | Reloj base del núcleo (MHz) | Reloj turbo del núcleo (MHz) | Memoria (MT/s)        | Píxel (GP/s)       | Textura (GT/s)     | Tamaño (GB) | Ancho de banda (GB/s) | Tipo     | Ancho del bus (bit) | Simple (turbo)                   | Doble (turbo)                    | Media (turbo)                    | TDP (vatios) | Soporte de SLI HB              | Estándar               | Founders Edition       |
| Modelo                    | Lanzamiento                                        | Nombre en clave           | Fab (nm) | Transistores (mil millones) | Tamaño del chip (mm2) | Interfaz del Bus | Config. del núcleo  | Cantidad de SM  | Caché L2 (KB) | Velocidades de reloj        | Velocidades de reloj         | Velocidades de reloj  | Tasa de relleno    | Tasa de relleno    | Memoria     | Memoria               | Memoria  | Memoria             | Poder de procesamiento (GFLOPS)  | Poder de procesamiento (GFLOPS)  | Poder de procesamiento (GFLOPS)  | TDP (vatios) | Soporte de SLI HB              | Lanzamiento MSRP (USD) | Lanzamiento MSRP (USD) |

- 1 La Nvidia Titan Xp y Founders Edition GTX 1080 Ti no tiene un puerto DVI de enlace dual, pero se incluye un adaptador DisplayPort a DVI de enlace único en la caja.
- 2 Procesadores de sombreado: Unidades de mapeo de texturas: Unidades de salida de renderizado
- 3 La cantidad de multiprocesadores de transmisión en la GPU.
- 4 Las tarjetas GTX 1060 y GTX 1080 enviadas después de abril de 2017 cuentan con mayores velocidades de memoria, lo que aumenta el ancho de banda de la memoria.
- 5 La tasa de relleno de píxeles se calcula como el menor de tres números: el número de ROP multiplicado por la velocidad del reloj del núcleo base, el número de rasterizadores multiplicado por el número de fragmentos que pueden generar por rasterizador multiplicado por la velocidad del reloj del núcleo base y el número de multiprocesadores de transmisión multiplicado por el número de fragmentos por reloj que pueden generar multiplicado por la frecuencia de reloj base.
- 6 La tasa de relleno de textura se calcula como el número de TMU multiplicado por la velocidad de reloj del núcleo base.
- 7 Para calcular la potencia de procesamiento, consulte la subsección Rendimiento del artículo Arquitectura Pascal.
- 8 SLI HB solo admite un máximo de SLI de 2 vías con puentes SLI HB; sin embargo, si se usan puentes SLI tradicionales, puede admitir un máximo de SLI de 4 vías, pero el rendimiento mejora principalmente en los puntos de referencia sintéticos.
- 9 Carece de codificador de video de hardware
- 10 La GTX 1070 tiene uno de los cuatro GPC deshabilitados en el dado. La pérdida de uno de los Raster Engines solo permite el uso de 48 ROP por ciclo.

### Serie GeForce 10 (10xx) para portátiles
Lo más destacado de esta línea de GPU para portátiles es la implementación de especificaciones configuradas cercanas (para la GTX 1060–1080) y superiores (para la GTX 1050/1050 Ti) a las de sus contrapartes de escritorio, en lugar de tener "reducción especificaciones en generaciones anteriores. Como resultado, el sufijo "M" se eliminó por completo de los esquemas de nombres del modelo, lo que indica que estas GPU para portátiles poseen un rendimiento similar al de las PC de escritorio, incluida la capacidad de overclockear sus frecuencias principales por parte del usuario, algo que no era posible con versiones anteriores. generaciones de GPU para portátiles. Esto fue posible debido a que tienen calificaciones de potencia de diseño térmico (TDP) más bajas en comparación con sus equivalentes de escritorio, lo que hace que estas GPU de nivel de escritorio sean térmicamente factibles de implementar en chasis de portátiles OEM con diseños de disipación térmica mejorados y, como tales, solo están disponibles a través de los OEM. Además, toda la línea de GPU para portátiles GTX también está disponible en variaciones más silenciosas y de menor TDP denominadas "Diseño Max-Q", diseñadas específicamente para sistemas de juegos ultradelgados en conjunto con socios OEM que incorporan mecanismos mejorados de disipación de calor con menor volúmenes de ruido de funcionamiento, que también están disponibles como una opción adicional más potente para los portátiles para juegos existentes, que se lanzó el 27 de junio de 2017.
Además, la línea de GPU para portátiles de la serie GT ya no se presenta a partir de esta generación, reemplazada por la serie MX de GPU para portátiles. Solo el MX150 se basa en el troquel GP108 de Pascal utilizado en el GT1030 para computadoras de escritorio, con frecuencias de reloj más altas en comparación con su contraparte de escritorio, mientras que los otros chips de la serie MX fueron versiones renombradas de las GPU de la generación anterior (MX130 es una nueva versión). GPU GT940MX de marca mientras que MX110 es una GPU GT920MX renombrada).
- Las API admitidas son: Direct3D 12 (nivel de función 12_1 o 11_0 en MX110 y MX130), OpenGL 4.6, OpenCL 3.0 y Vulkan 1.2
- Solo GTX 1070 y GTX 1080 son compatibles con SLI.

| Modelo                               | Lanzamiento             | Nombre en clave   | Fab (nm) | Transistores (mil millones) | Tamaño del chip (mm2) | Interfaz del Bus | Config. del núcleo1 | Cantidad de SM2 | Caché L2 (KB) | Velocidades de reloj        | Velocidades de reloj         | Velocidades de reloj     | Tasa de relleno3 4 | Tasa de relleno3 4 | Memoria     | Memoria                  | Memoria    | Memoria             | Poder de procesamiento (GFLOPS)5 | Poder de procesamiento (GFLOPS)5 | Poder de procesamiento (GFLOPS)5 | TDP (vatios) |
| Modelo                               | Lanzamiento             | Nombre en clave   | Fab (nm) | Transistores (mil millones) | Tamaño del chip (mm2) | Interfaz del Bus | Config. del núcleo1 | Cantidad de SM2 | Caché L2 (KB) | Reloj base del núcleo (MHz) | Reloj turbo del núcleo (MHz) | Memoria (MT/s)           | Píxel (GP/s)       | Textura (GT/s)     | Tamaño (GB) | Ancho de banda (GB/s)    | Tipo       | Ancho del bus (bit) | Simple (turbo)                   | Doble (turbo)                    | Media (turbo)                    | TDP (vatios) |
| ------------------------------------ | ----------------------- | ----------------- | -------- | --------------------------- | --------------------- | ---------------- | ------------------- | --------------- | ------------- | --------------------------- | ---------------------------- | ------------------------ | ------------------ | ------------------ | ----------- | ------------------------ | ---------- | ------------------- | -------------------------------- | -------------------------------- | -------------------------------- | ------------ |
| GeForce MX110                        | 17 de noviembre de 2017 | GM108 (N16V-GMR1) | 28       | ?                           | ?                     | PCIe 3.0 ×4      | 384:24:8            | 3               | 1.0           | 965                         | 993                          | 1800 (DDR3) 5000 (GDDR5) | 7.944              | 23.83              | 2           | 14.4 (DDR3) 40.1 (GDDR5) | DDR3 GDDR5 | 64                  | 741.1 (762.6)                    | 23.16 (23.83)                    | N/A                              | 30           |
| GeForce MX1306                       | 17 de noviembre de 2017 | GM108 (N16S-GTR)  | 28       | ?                           | ?                     | PCIe 3.0 ×4      | 384:24:8            | 3               | 1.0           | 1122                        | 1242                         | 1800 (DDR3) 5000 (GDDR5) | 9.936              | 29.81              | 2           | 14.4 (DDR3) 40.1 (GDDR5) | DDR3 GDDR5 | 64                  | 861.7 (953.9)                    | 26.93 (29.81)                    | N/A                              | 30           |
| GeForce MX150                        | 17 de mayo de 2017      | GP108 (N17S-LG)   | 14       | 1.8                         | 74                    | PCIe 3.0 ×4      | 384:24:16           | 3               | 0.5           | 937                         | 1038                         | 5000                     | 14.99              | 22.49              | 2 4         | 40.1                     | GDDR5      | 64                  | 719.6 (797.2)                    | 22.49 (24.91)                    | 11.24 (12.45)                    | 10           |
| GeForce MX150                        | 17 de mayo de 2017      | GP108 (N17S-G1)   | 14       | 1.8                         | 74                    | PCIe 3.0 ×4      | 384:24:16           | 3               | 0.5           | 1468                        | 1532                         | 6000                     | 23.49              | 35.23              | 2 4         | 48                       | GDDR5      | 64                  | 1127 (1177)                      | 35.23 (36.77)                    | 17.62 (18.38)                    | 25           |
| GeForce GTX 1050 Max-Q (Notebook)    | 3 de enero de 2018      | GP107 (N17P-G0)   | 14       | 3.3                         | 132                   | PCIe 3.0 ×16     | 640:40:16           | 5               | 1.0           | 999–1189                    | 1139–1328                    | 7000                     | 19.02              | 47.56              | 2 4         | 112                      | GDDR5      | 128                 | 1278–1521 (1457–1699)            | 39.96–47.56 (45.56–53.12)        | 19.98–23.78 (22.78–26.56)        | 34-40        |
| GeForce GTX 1050 (Notebook)          | 3 de enero de 2017      | GP107 (N17P-G0)   | 14       | 3.3                         | 132                   | PCIe 3.0 ×16     | 640:40:16           | 5               | 1.0           | 1354                        | 1493                         | 7000                     | 21.66              | 54.16              | 2 4         | 112                      | GDDR5      | 128                 | 1733 (1911)                      | 54.16 (59.72)                    | 27.08 (29.86)                    | 53           |
| GeForce GTX 1050 Ti Max-Q (Notebook) | 3 de enero de 2018      | GP107 (N17P-G1)   | 14       | 3.3                         | 132                   | PCIe 3.0 ×16     | 768:48:32           | 6               | 1.0           | 1151–1290                   | 1290–1417                    | 7000                     | 41.28              | 61.92              | 4           | 112                      | GDDR5      | 128                 | 1767–1981 (1981–2176)            | 55.24–61.92 (61.92–68.02)        | 27.62–30.96 (30.96–34.01)        | 40-46        |
| GeForce GTX 1050 Ti (Notebook)       | 3 de enero de 2017      | GP107 (N17P-G1)   | 14       | 3.3                         | 132                   | PCIe 3.0 ×16     | 768:48:32           | 6               | 1.0           | 1493                        | 1620                         | 7000                     | 47.78              | 71.66              | 4           | 112                      | GDDR5      | 128                 | 2293 (2488)                      | 71.66 (77.76)                    | 35.83 (38.88)                    | 64           |
| GeForce GTX 1060 Max-Q (Notebook)    | 27 de junio de 2017     | GP106 (N17E-G1)   | 16       | 4.4                         | 200                   | PCIe 3.0 ×16     | 1280:80:48          | 10              | 1.5           | 1063–1265                   | 1341–1480                    | 8000                     | 60.72              | 101.2              | 3 6         | 192                      | GDDR5      | 192                 | 2721–3238 (3432–3788)            | 85.04–101.2 (107.3–118.4)        | 42.52–50.60 (53.64–59.20)        | 60-70        |
| GeForce GTX 1060 (Notebook)          | 16 de agosto de 2016    | GP106 (N17E-G1)   | 16       | 4.4                         | 200                   | PCIe 3.0 ×16     | 1280:80:48          | 10              | 1.5           | 1404                        | 1670                         | 8000                     | 67.39              | 112.3              | 3 6         | 192                      | GDDR5      | 192                 | 3594 (4275)                      | 112.3 (133.6)                    | 56.16 (66.80)                    | 80           |
| GeForce GTX 1070 Max-Q (Notebook)    | 27 de junio de 2017     | GP104 (N17E-G2)   | 16       | 7.2                         | 314                   | PCIe 3.0 ×16     | 2048:128:64         | 16              | 2.0           | 1101–1215                   | 1265–1379                    | 8000                     | 77.76              | 155.5              | 8           | 256                      | GDDR5      | 256                 | 4509–4977 (5181–5648)            | 140.9–155.5 (161.9–176.5)        | 70.46–77.76 (80.96–88.26)        | 80-90        |
| GeForce GTX 1070 (Notebook)          | 16 de agosto de 2016    | GP104 (N17E-G2)   | 16       | 7.2                         | 314                   | PCIe 3.0 ×16     | 2048:128:64         | 16              | 2.0           | 1442                        | 1645                         | 8000                     | 92.29              | 184.6              | 8           | 256                      | GDDR5      | 256                 | 5906 (6738)                      | 184.6 (210.6)                    | 92.29 (105.3)                    | 115          |
| GeForce GTX 1080 Max-Q (Notebook)    | 27 de junio de 2017     | GP104 (N17E-G3)   | 16       | 7.2                         | 314                   | PCIe 3.0 ×16     | 2560:160:64         | 20              | 2.0           | 1101–1290                   | 1278–1458                    | 10000                    | 82.56              | 206.4              | 8           | 320                      | GDDR5X     | 256                 | 5637–6605 (6543–7465)            | 176.2–206.4 (204.5–233.3)        | 88.08–103.2 (102.2–116.6)        | 90-110       |
| GeForce GTX 1080 (Notebook)          | 16 de agosto de 2016    | GP104 (N17E-G3)   | 16       | 7.2                         | 314                   | PCIe 3.0 ×16     | 2560:160:64         | 20              | 2.0           | 1556                        | 1733                         | 10000                    | 99.58              | 249.0              | 8           | 320                      | GDDR5X     | 256                 | 7967 (8873)                      | 249.0 (277.3)                    | 124.5 (138.6)                    | 150          |

- 1 Procesadores de sombreado: Unidades de mapeo de texturas: Unidades de salida de renderizado
- 2 La cantidad de multiprocesadores de transmisión en la GPU.
- 3 La tasa de relleno de píxeles se calcula como el menor de tres números: el número de ROP multiplicado por la velocidad del reloj del núcleo base, el número de rasterizadores multiplicado por el número de fragmentos que pueden generar por rasterizador multiplicado por la velocidad del reloj del núcleo base y el número de multiprocesadores de transmisión multiplicado por el número de fragmentos por reloj que pueden generar multiplicado por la frecuencia de reloj base.
- 4 La tasa de relleno de textura se calcula como el número de TMU multiplicado por la velocidad de reloj del núcleo base.
- 5 Para calcular la potencia de procesamiento, consulte la subsección Rendimiento del artículo Arquitectura Pascal.
- 6 Carece de codificador y decodificador de video de hardware

## Soporte descontinuado
Nvidia dejó de lanzar controladores de 32 bits para sistemas operativos de 32 bits después del controlador 391.35 en marzo de 2018.
Nvidia anunció que después del lanzamiento de los controladores 470, cambiaría el soporte de controladores para los sistemas operativos Windows 7 y Windows 8.1 al estado heredado y continuaría brindando actualizaciones de seguridad críticas para estos sistemas operativos hasta septiembre de 2024. La serie GeForce 10 es la última generación de GPU de Nvidia compatible con Windows 7/8.xo cualquier sistema operativo de 32 bits; Comenzando con la arquitectura Turing, las GPU Nvidia más nuevas ahora requieren un sistema operativo de 64 bits.